# Pietro Antonio Zaguri

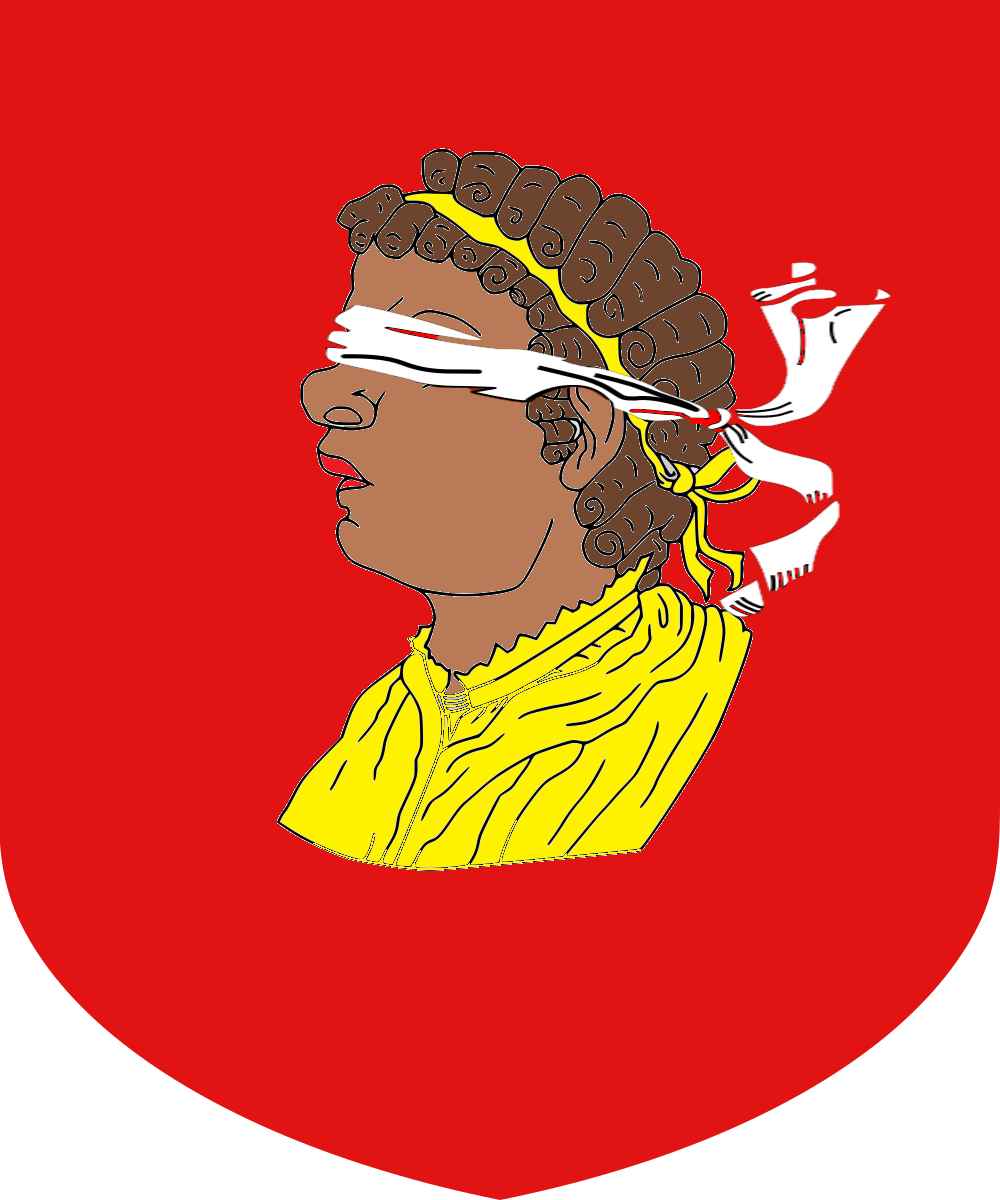
Stemma Zaguri

Pietro Antonio Zaguri (Venezia, 28 gennaio 1733 – Padova, 22 marzo 1806) è stato un politico italiano.

## Biografia
Figlio di Pietro Angelo Zaguri e di Caterina Corner, patrizi veneziani, nacque nel palazzo di famiglia in campo San Maurizio. Nel 1761 sposò Lodovica Grimani che gli diede un solo figlio, Pietro, premortogli nel 1795.
È noto anche come autore di un epistolario, fonte cospicua d'informazione su personaggi e fatti della seconda metà del '700.
Fu, come molti rappresentanti dell'élite culturale veneziana suoi coevi, appassionato di architettura. A lui si deve l'inizio della ricostruzione della Chiesa di San Maurizio nel sestiere di San Marco, ma presto gli subentrarono Giannantonio Selva e Antonio Diedo.
Restaurò una villa cinquecentesca ad Altichiero, alla periferia di Padova, che è pervenuta intatta ai giorni nostri.
Nel 1772 ricoprì la carica di avogador de comun.
Fu uno dei maggiori protettori dell'avventuriero Giacomo Casanova con cui intrattenne una fittissima corrispondenza.

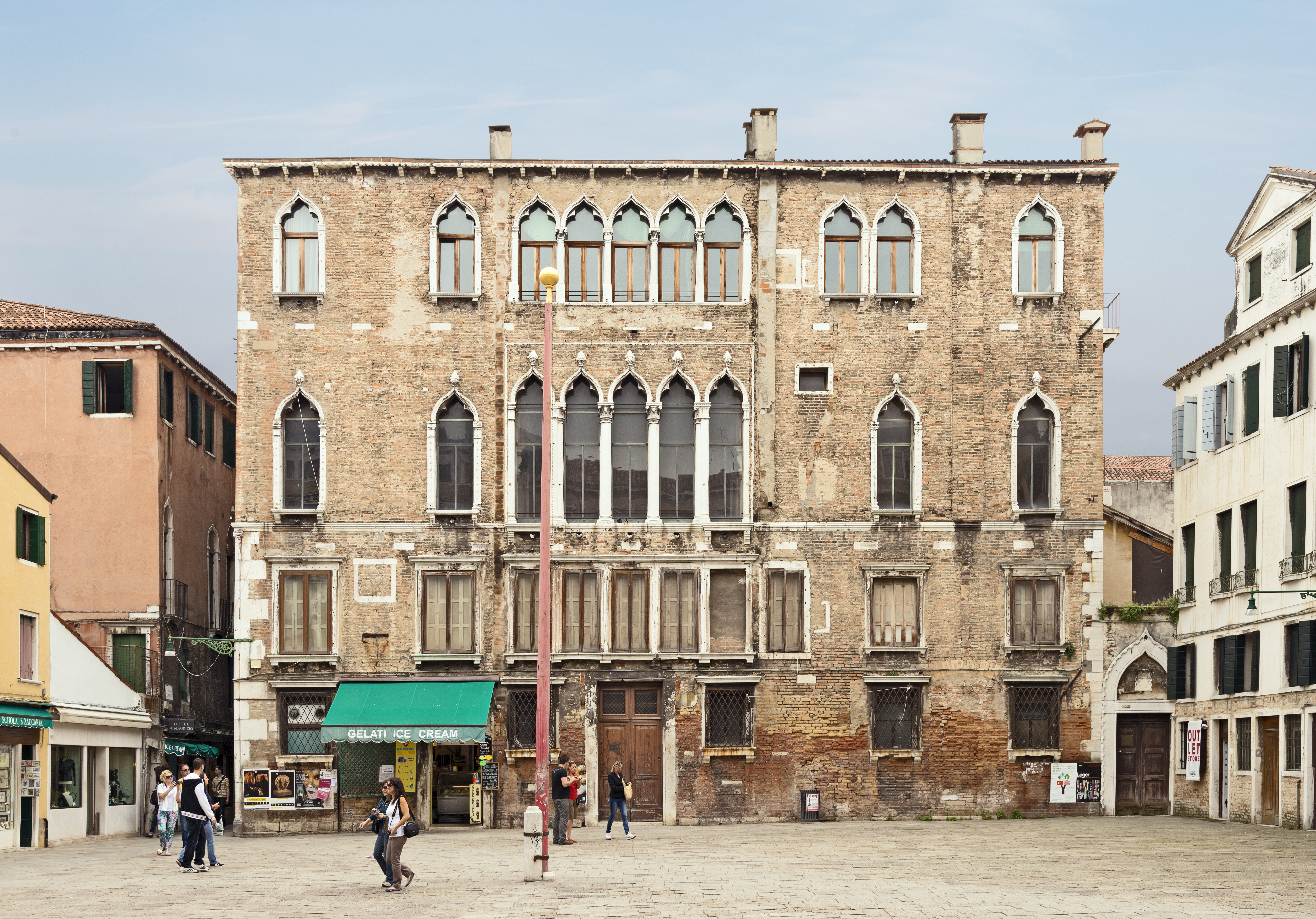
Palazzo Zaguri campo San Maurizio
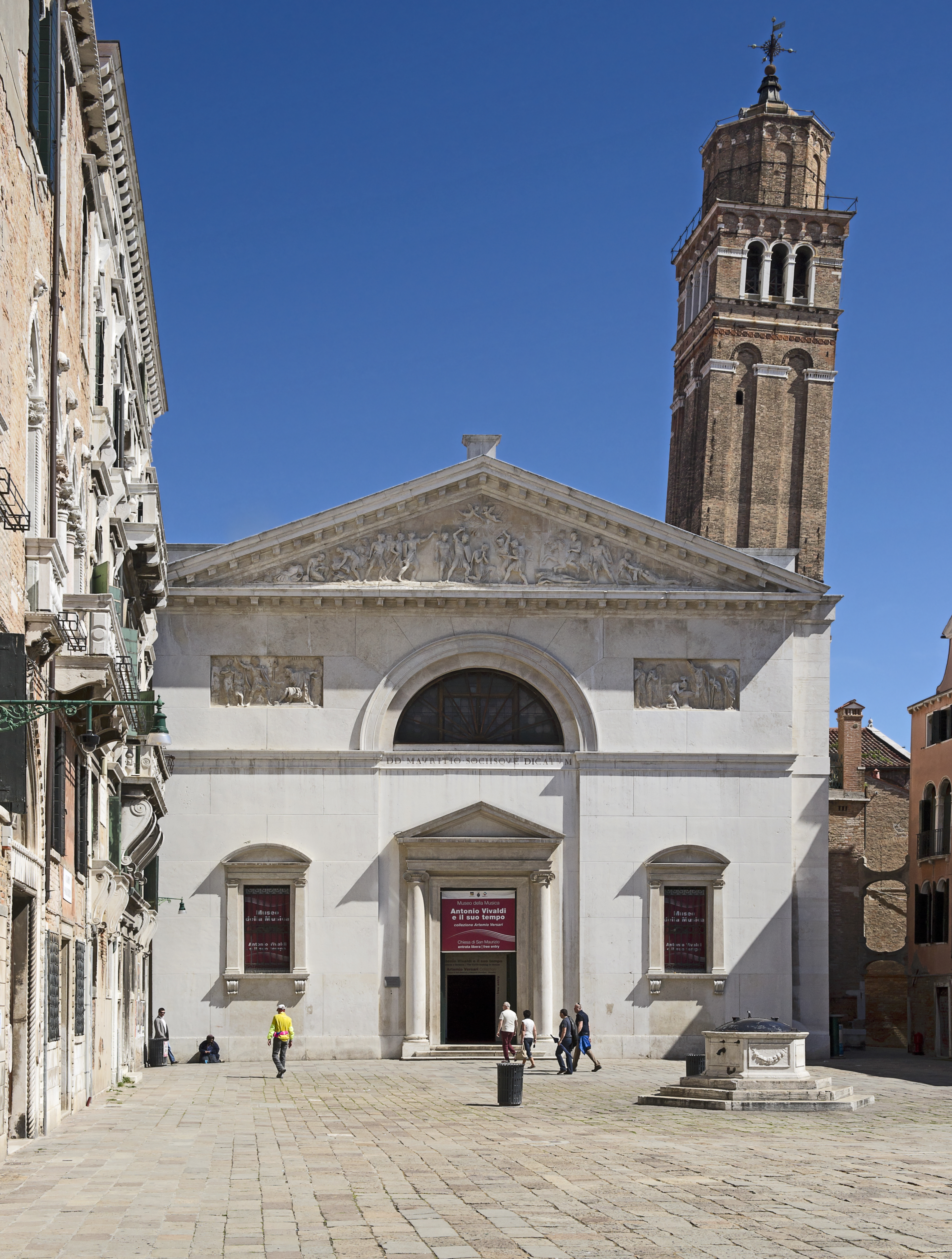
Facciata di San Maurizio
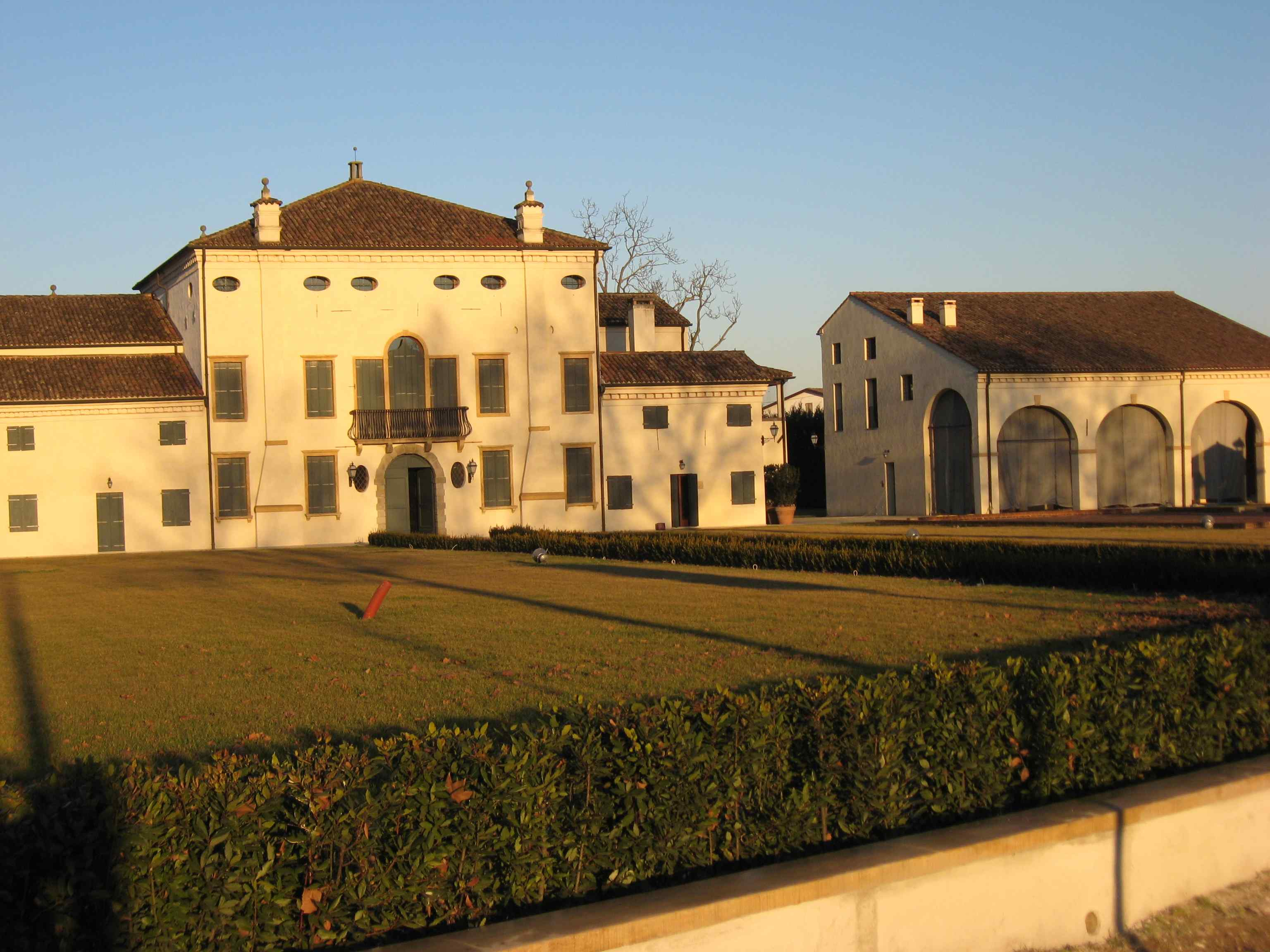
Villa Zaguri ad Altichiero